# Allium rupicola
Allium rupicola — вид трав'янистих рослин родини амарилісові (Amaryllidaceae), поширений на Східно-Егейських островах і в Туреччині.

## Опис
Цибулина яйцеподібна, діаметром не більше 1 см, часто росте пучками; зовнішні оболонки перетинчасті, тонкі, чорнуваті. Стебло 30–75 см, стрункі. Листки вузьколінійні або ниткоподібні, ≈ 1 мм завширшки, в'януть під час періоду цвітіння. Зонтик діаметром 2–4 см. Оцвітина довгасто дзвінчаста; сегменти рожеві з фіолетовими серединними жилками, 3 мм, закруглені на кінчику. Пиляки жовті. Зав'язь пурпурова. Коробочка округло-стиснена, довша за оцвітину.

## Поширення
Поширений на Східно-Егейських островах, Туреччині, Лівані.